# Copadichromis borleyi
Copadichromis borleyi là một loài cá hoàng đế đặc hữu ở hồ Malawi của khu vực Đông Phi. Đây là cá cảnh phổ biến thường được nhiều người nuôi cá lựa chọn Nó có nhiều lên gọi phổ biến như redemptions và goldfinches... Chúng ăn các sinh vật phù du.

## Mô tả
C. Borleyi là một loài cá hoàng đế tương đối khá nhỏ. Con đực trưởng thành đạt chiều dài từ 13–16 cm(5–6 in) trong khi con cái hiếm có cá thể nào đạt đến 13 cm. Ngoài những điểm khác biệt về kích thước, con đực còn có những điểm khác với con cái. Vây phía sau vây ngực thì to hơn. Toàn bộ vây đều có viền xanh nhạt, đầu có màu xanh dương của kim loại, bên sườn thì có màu đỏ hoặc vàng. Còn con cái thì chỉ có màu bạc-nâu và hai bên thân chỉ có ba đốm đen dọc theo chiều dài cơ thể. Với những cá thể gần trưởng thành thì cũng có màu sắc giống với con cái trưởng thành. Tuy nhiên còn có những cá thể khác với mô tả trên, đó là do vị trí sống của chúng khác nhau ở hồ Malawi.
C. borleyi phân bố rộng rãi ở hồ Malawi, xuất hiện dọc theo bờ biển Malawi, Mazambique và Tanzania. Địa điểm ưa thích của chúng là ở những khu vực ven biển có những tảng lớn. Đặc điểm vùng nước phát hiện ra chúng có nhiệt độ ấm từ 24 - 29 °C hay 75 - 84 °F, độ cứng của nước khá cao, có tính kiềm. Đó là đặc điểm điển hình của nước trong hồ Malawi.